# Mats Olsson
Mats Olsson, švedski rokometaš, * 12. januar 1960, Malmö.
V sestavi švedske rokometne reprezentance se je udeležil več olimpijskih iger:
- leta 1984: 5. mesto;
- leta 1988: 5. mesto;
- leta 1992: srebrna medalja in
- leta 1996: srebrna medalja.